# EB 104S
Die zweiachsigen offenen Güterwagen nach Musterblatt 104S wurden ab 1896 von den Belgischen Staatsbahnen (EB) zum Transport von Kohle angeschafft.

## Geschichte
Zwischen 1896 und 1898 ließen die EB bei Baume & Marpent 45 offene Güterwagen dieser Baureihe bauen.
Der Wagen 11056 entstand in den bahneigenen Werkstätten in Cuesmes und wurde 1899 extra für die Weltausstellung in Paris 1900 gebaut (siehe: Liste von Eisenbahnwagen auf der Weltausstellung Paris 1900).
Dies war die letzte Neukonstruktion eines offenen Güterwagens mit 15 t Lademasse. Ab 1900 wurden nur noch Wagen mit mindestens 20 t konstruiert. Die Wagenkasten waren bronzebraun gestrichen und hatten eine weiße Beschriftung.
Alle Wagen wurden noch vor 1956 ausgemustert.